# کاستل ایوانو
کاستل ایوانو (به ایتالیایی: Castel Ivano) یک کومونه در ایتالیا است که در ترنتینو واقع شده‌است. کاستل ایوانو ۳۴٬۳۸ کیلومتر مربع مساحت و ۳٬۳۰۱ نفر جمعیت دارد و ۵۰۶ متر بالاتر از سطح دریا واقع شده‌است.